# Jacob Gløersen

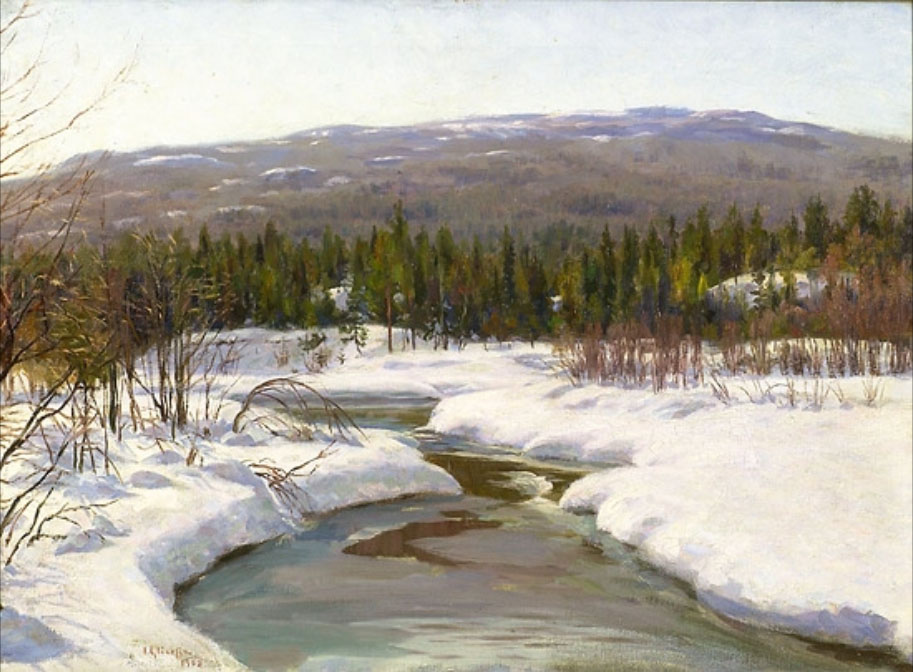
Elv i Vinterlandskap (1908).

Jacob Gløersen, född den 28 maj 1852, död den 21 augusti 1912, var en norsk konstnär.
Gløersen tillhörde den krets av skandinaviska målare, som omkring 1880 bröt med Düsseldorfskolan och anslöt sig till det nya friluftsmåleriet i Paris. Gløersen är främst känd som det allvarliga skogslandskapets målare, exempelvis med sin målning Vinter, en nationell och svårmodig stämningsmålning.